# IC 1642
IC 1642 (також позначається як IC 1645) — галактика типу E-S0 (еліптична спіральна галактика) у сузір'ї Риби.
Цей об'єкт міститься в оригінальній редакції індексного каталогу.